# متحف تاريخ الفنون

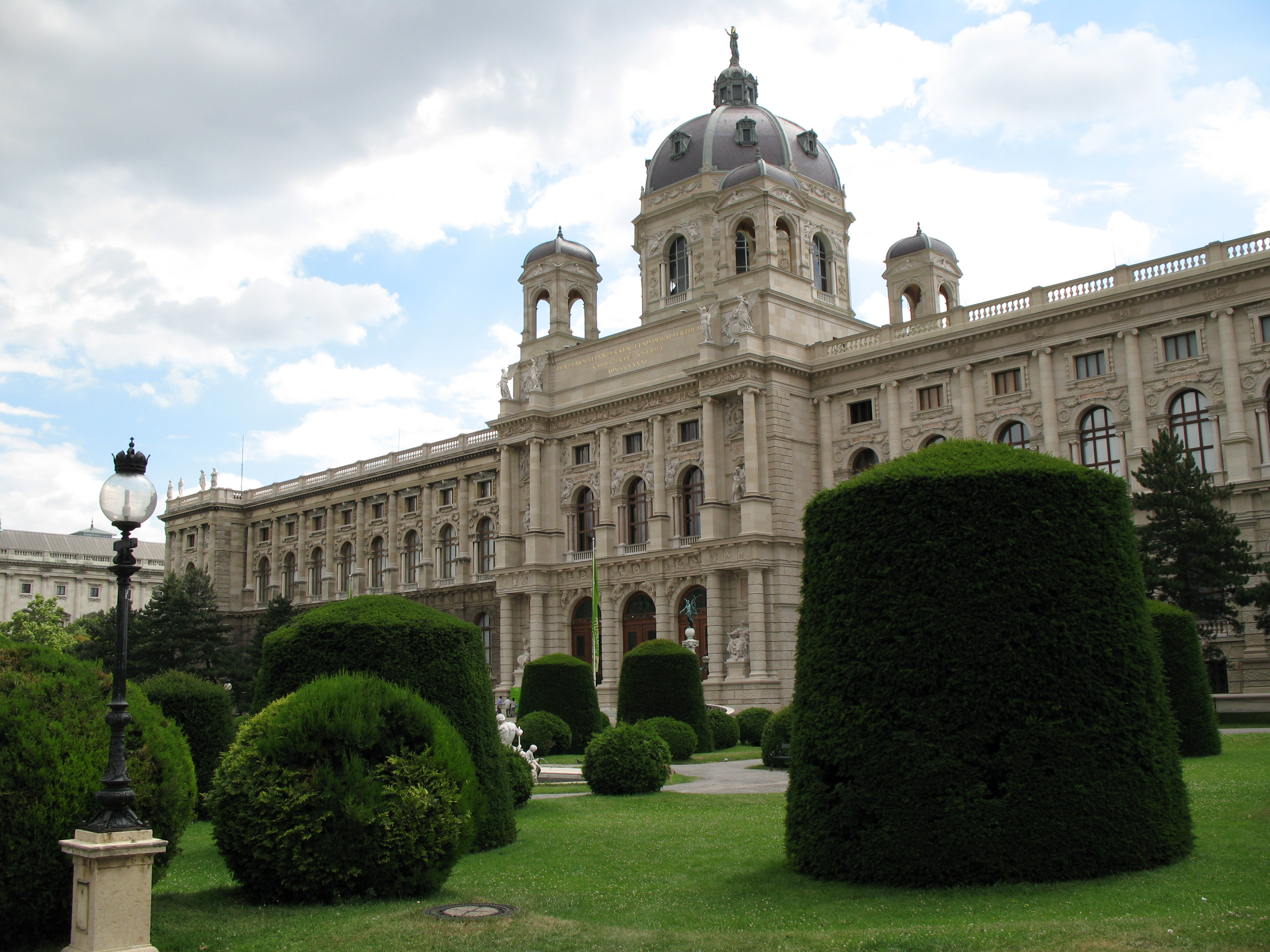
متحف تاريخ الفنون بميدان ماريا تيريزا بفييا.

يعد متحف تاريخ الفنون  في فيينا (بالألمانية:  Kunsthistorische Museum) أحد أهم المتاحف العالمية. وقد أسس المتحف في عام 1891، وبلغ عدد زائريه 1.351.940 عام 2000. يعرض في المتحف لوحات لأشهر الرسامين من العصور الوسطى، وأثار من مصر القديمة ومن بلاد الشرق الأوسط، كما يحوي المتحف مجموعة نادرة من أزياء الفرسان المسلحة من العصور الوسطى، وبه أيضا معروضات لآلات موسيقية. يقع المتحف في ميدان ماريا تيريزا في وسط فيينا، في مواجهة متحف التاريخ الطبيعي فيينا. الموقع يعد موقع للتراث العالمي.

## المتحف
يقع المتحف في مواجهة متحف التاريخ الطبيعي فيينا، وبينهما يوجد ميدان ماريا تريزيا بفيينا، وفي وسط الميدان يوجد تمثال ماريا تريزيا الملكة النمسا في الماضي. المبنيان يشكلان موقع تراث عالمي كوسط مدينة فيينا.

## تاريخ المتحف

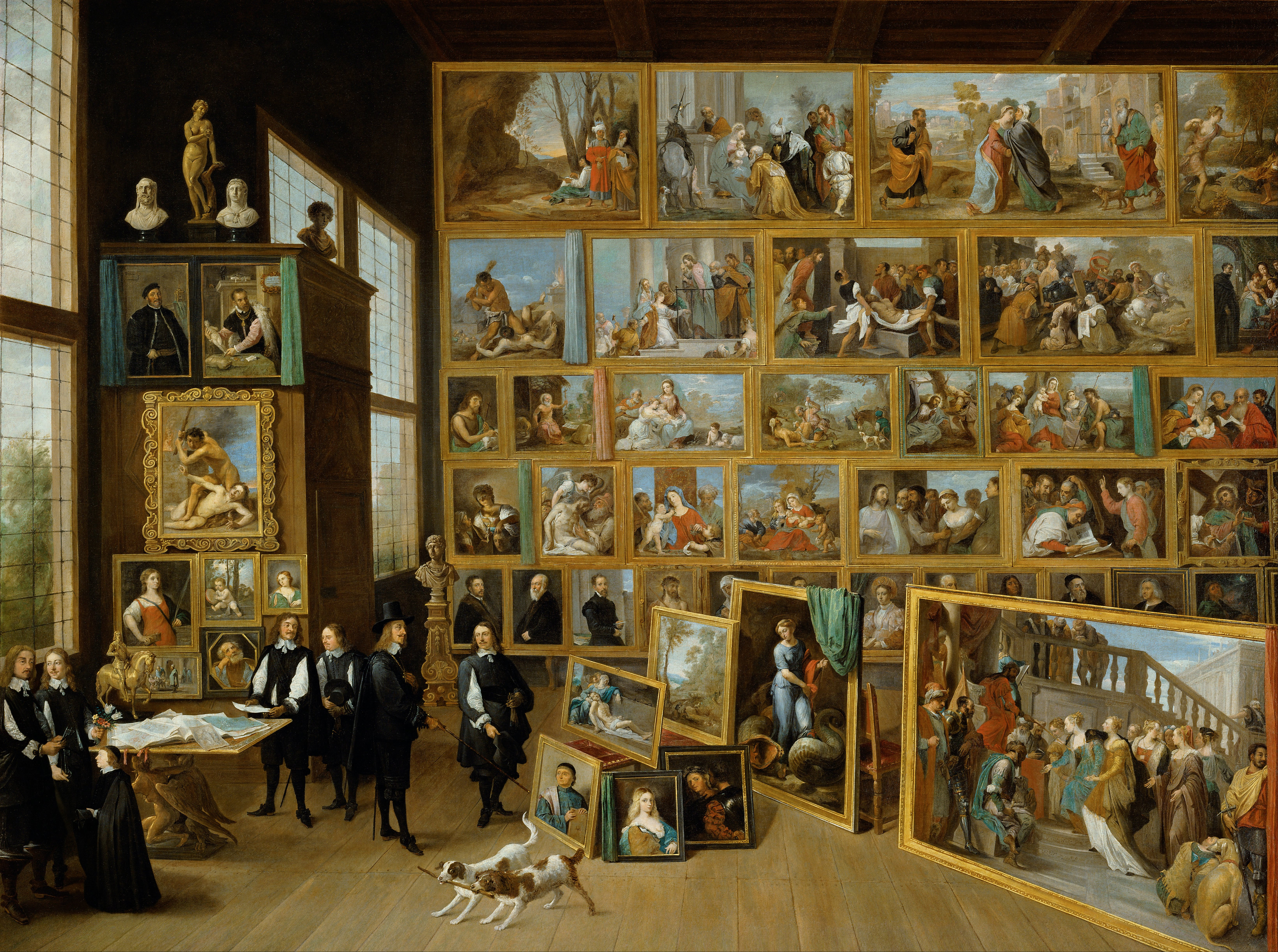
الأمير ليوبولد فلهلم في متحفه

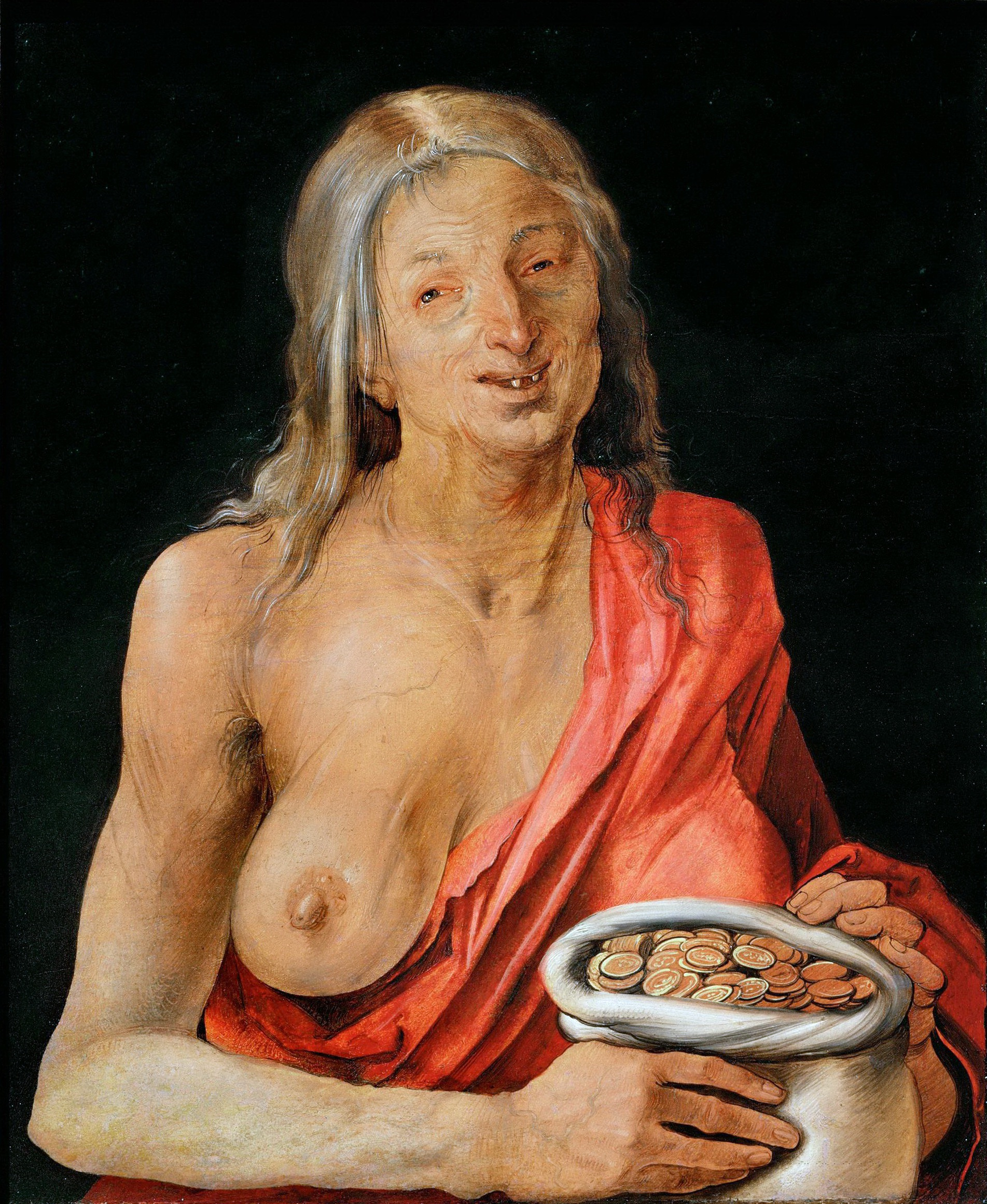
رمزية الجَشِعَ 1507 بريشة ألبرخت دورر. متحف تاريخ الفنون في فيينا، النمسا.

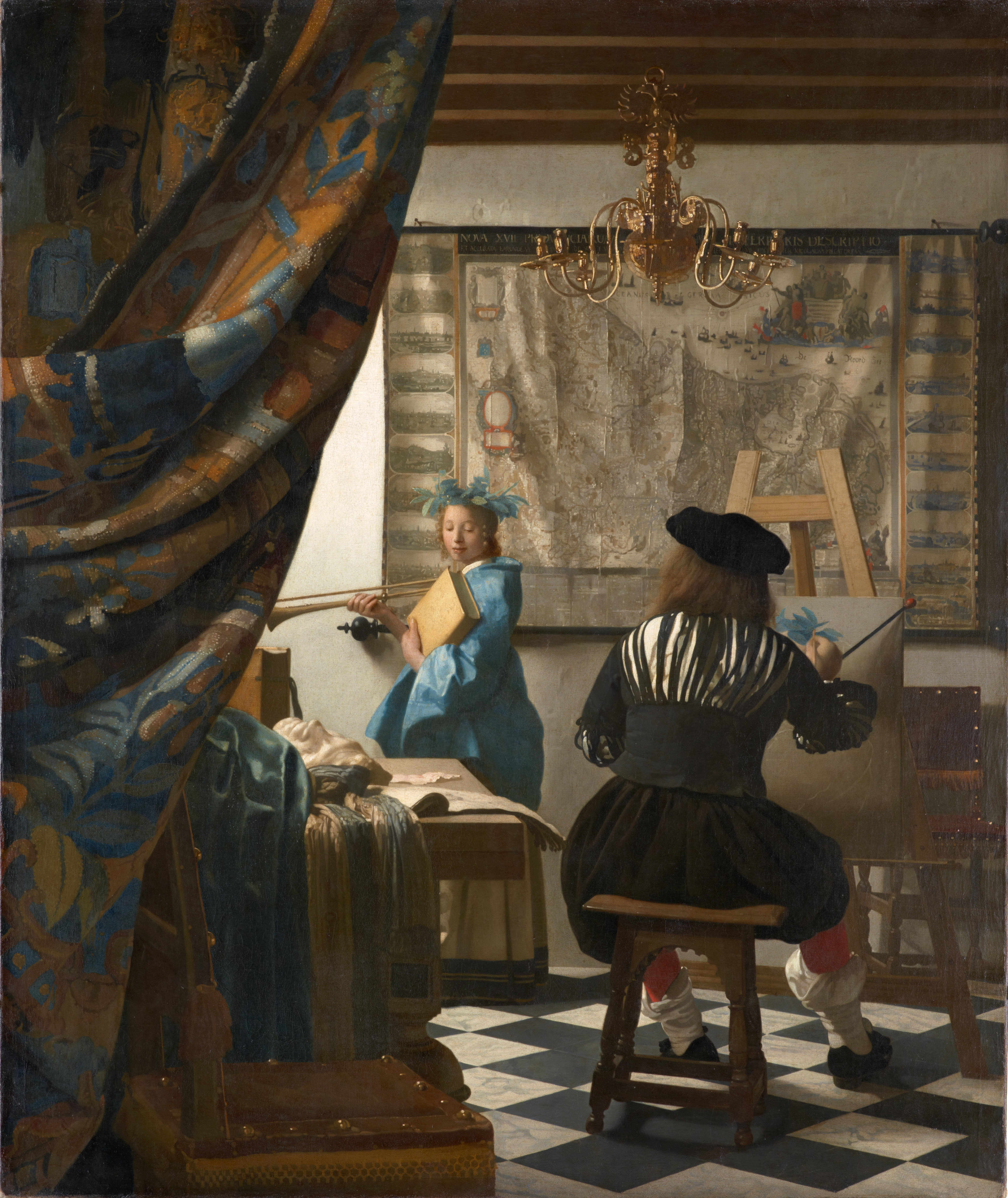
فَنّ الرسَم بريشة الرسام الهولندي يوهانس فيرمير. متحف تاريخ الفنون في فيينا.

بدأ المتحف بلوحات فنية لأعضاء أسرة هابسبورغ التي كانت تحكم الإمبراطورية النمساوية في القرن الثامن عشر والتاسع عشر؛ بالإضافة إلى مقتنيات من الملابس الحديدية للفرسان من العصور الوسطى كان يقتنيها فرديناند الثاني والقيصر رودولف الثاني، ولوحات كانت في حوزة الأمير ليوبولد فيلهلم. ثم أضيف إلى تلك المقتنيات مجموعة الآثار القديمة من البلاد المختلفة ومجموعة العملات الذهبية والفضية؛ واحتفظ جميعها في هذا المتحف، وكان ذلك في عام 1833.

### تاريخ بناء المتحف
أعطى الأمر ببناء المتحف القسصر فرانتس يوزف الأولي في عام 1858. وتبعا لذلك أقيمت عدة نماذج لمنطقة البناء لبناء مبنيين على جانبي ميدان الأبطال (هلدنبلاتس) بحيث يكون أحدهما مبنى متحف تاريخ الفنون، والآخر متحف التاريخ الطبيعي فيينا بالقرب من مبنى هوفبورغ.
ثم أجريت مسابقة أخرى بين مهندسي المعمار في عام 1867 حيث اختير المكان الحالي للتجمع المتاحف، بعيدا قليلا عن الهوفبورغ عند شارع «رينجغشتراسه». قام بتشييد المبنائين المهندسين «كارل فون هازيناور» و«غوتفريد سيمبر» اللذان قاما بتصميم المتحفين طبقا لفن عصر النهضة الإيطالي. واعتمد القيصر فرانتس يوزف التصميم في عام 1870.

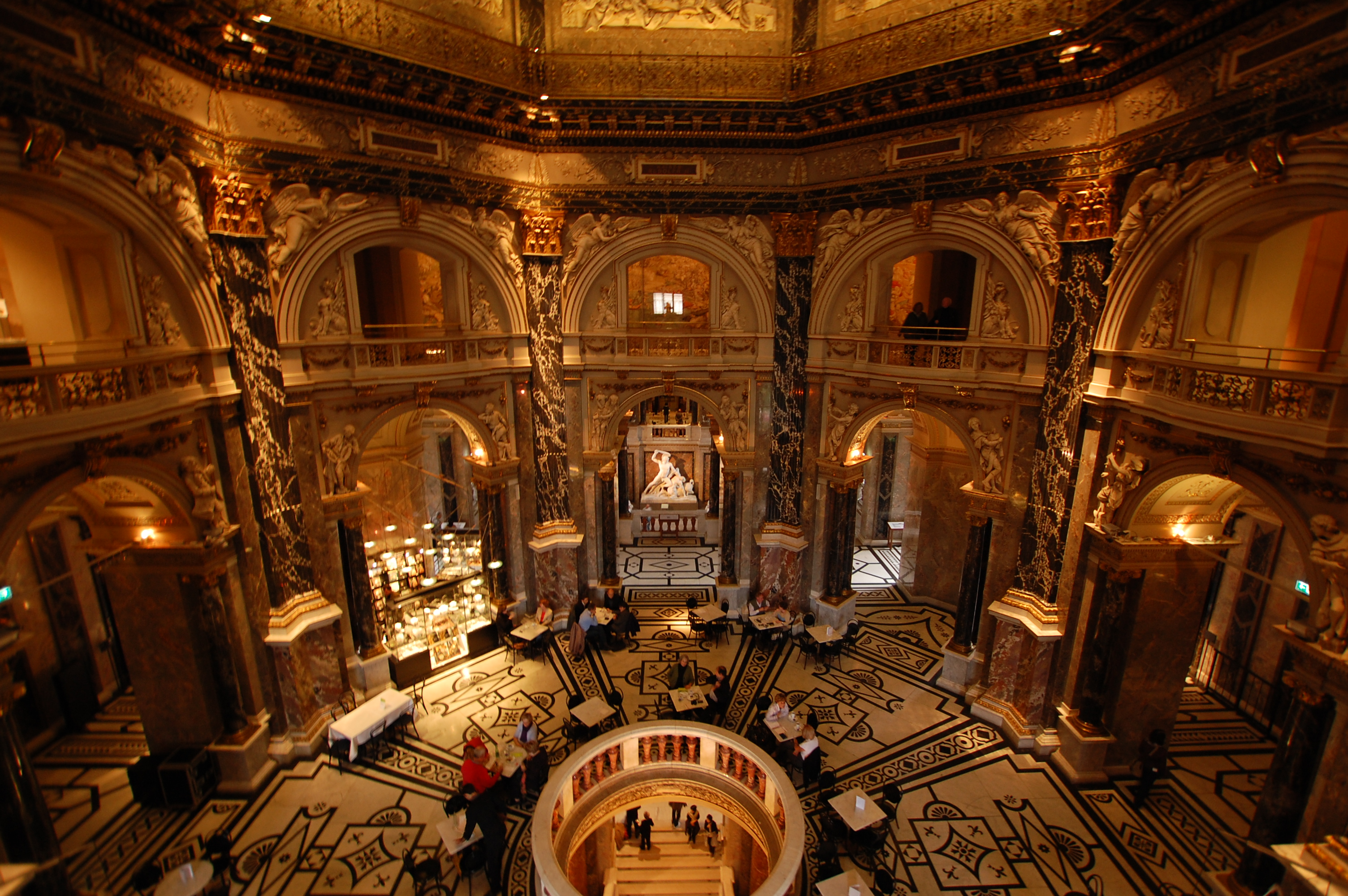
بهو تحت القبة
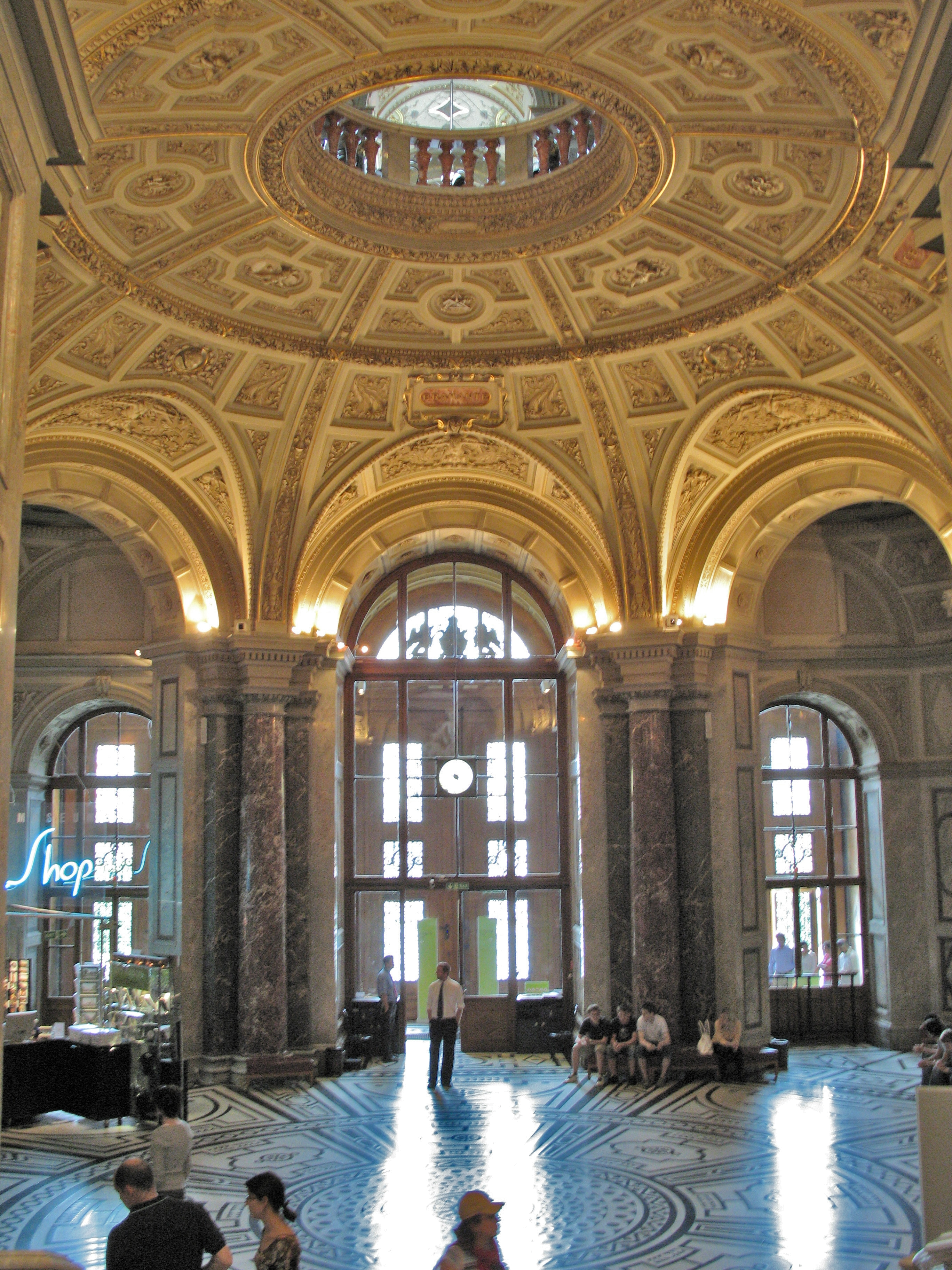
المدخل
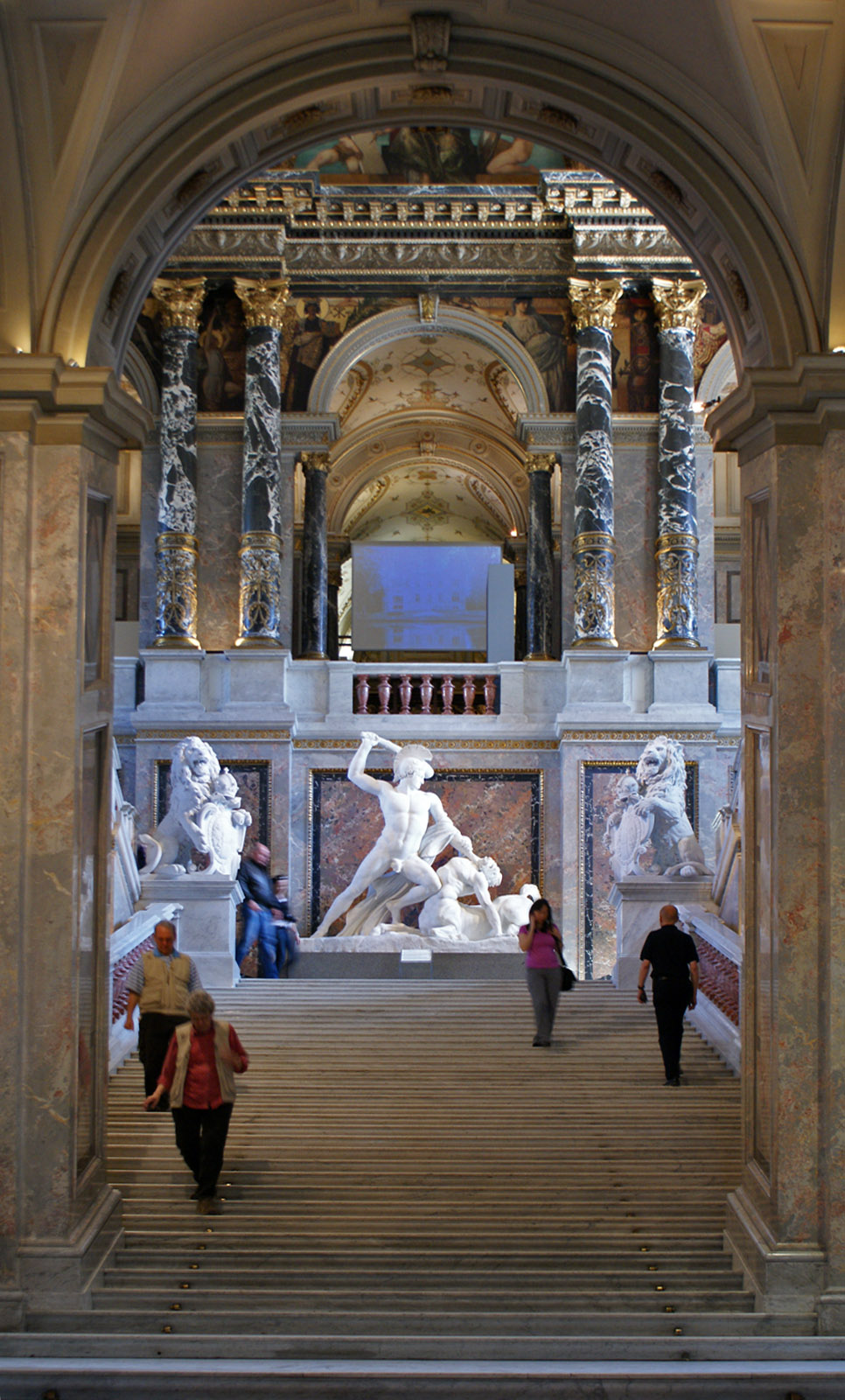
سلم داخلي
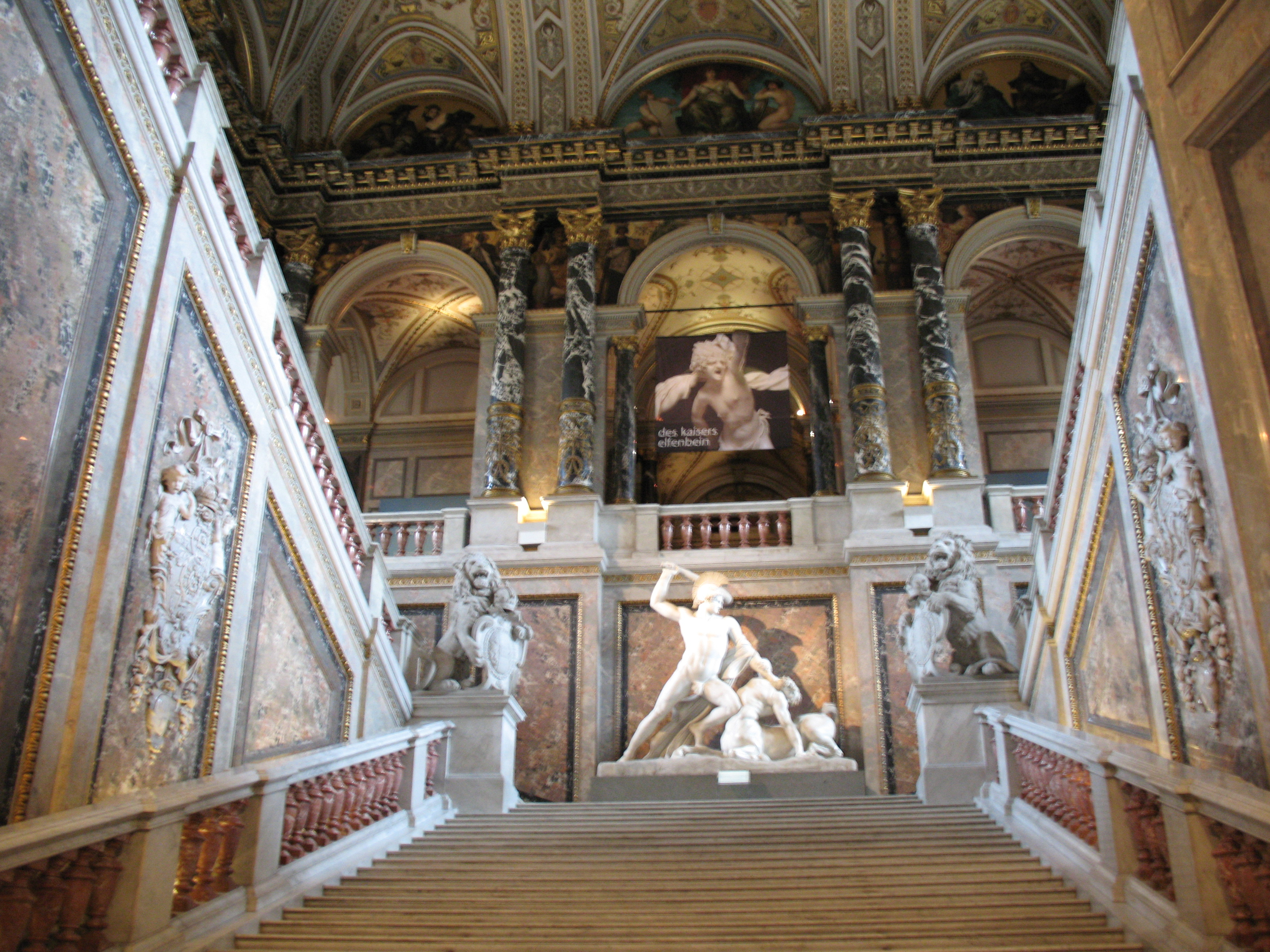
سلم البهو الرئيسي
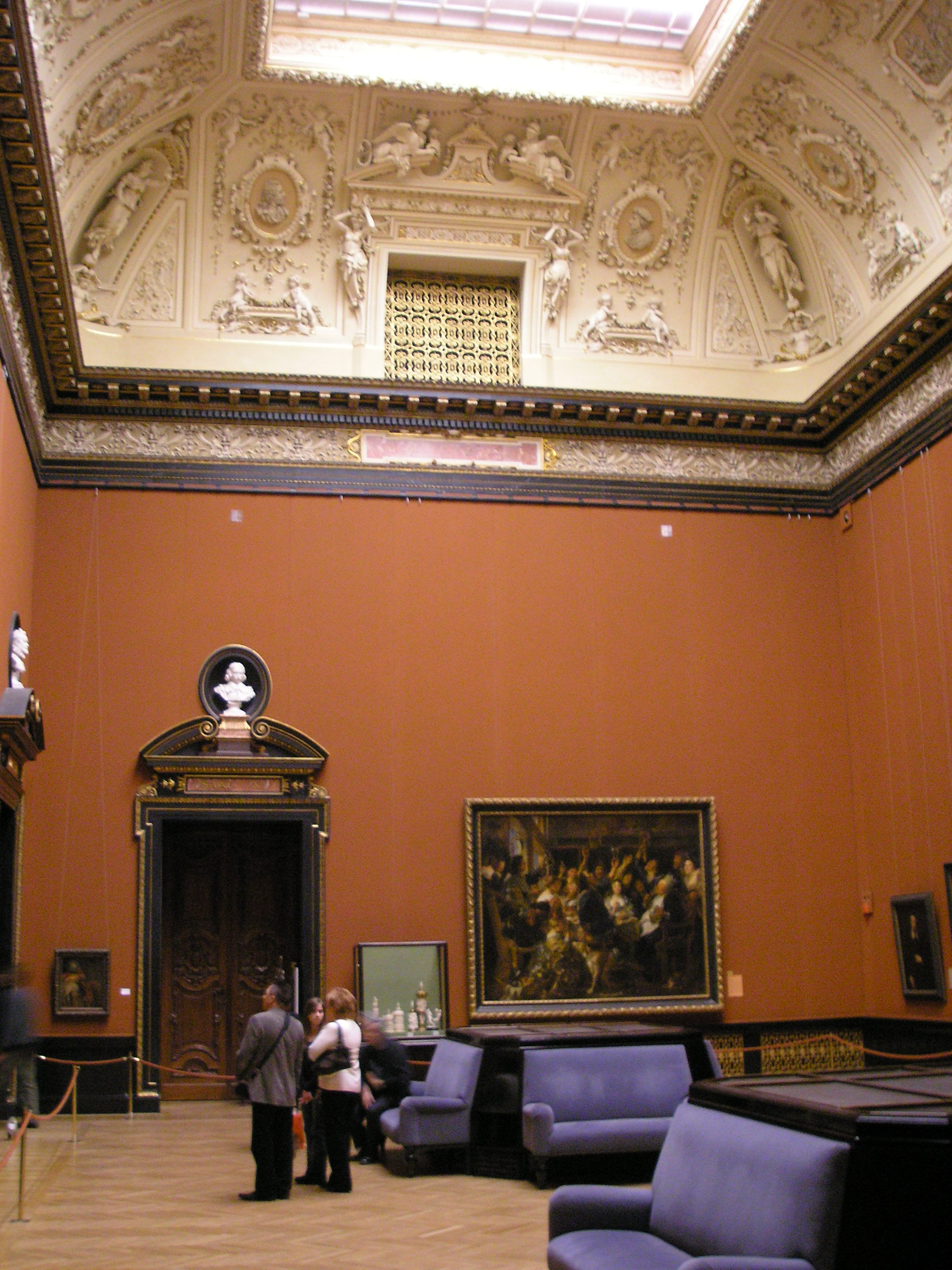
إحدى الصالات
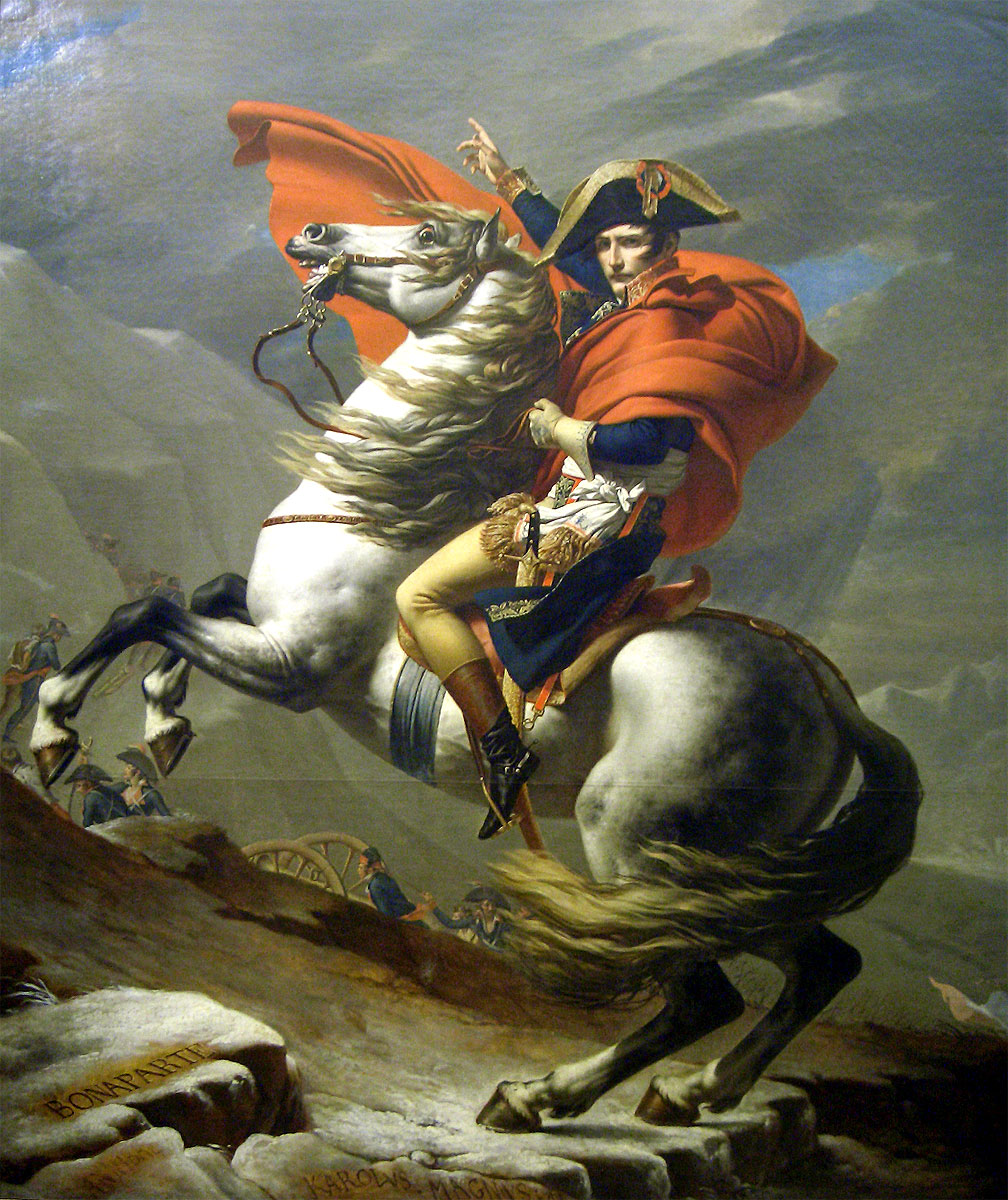
نابوليون بونابرت بعبر جبال الألب 1802/1803؛ لوحة للفنان جاك-لويس ديفيد.
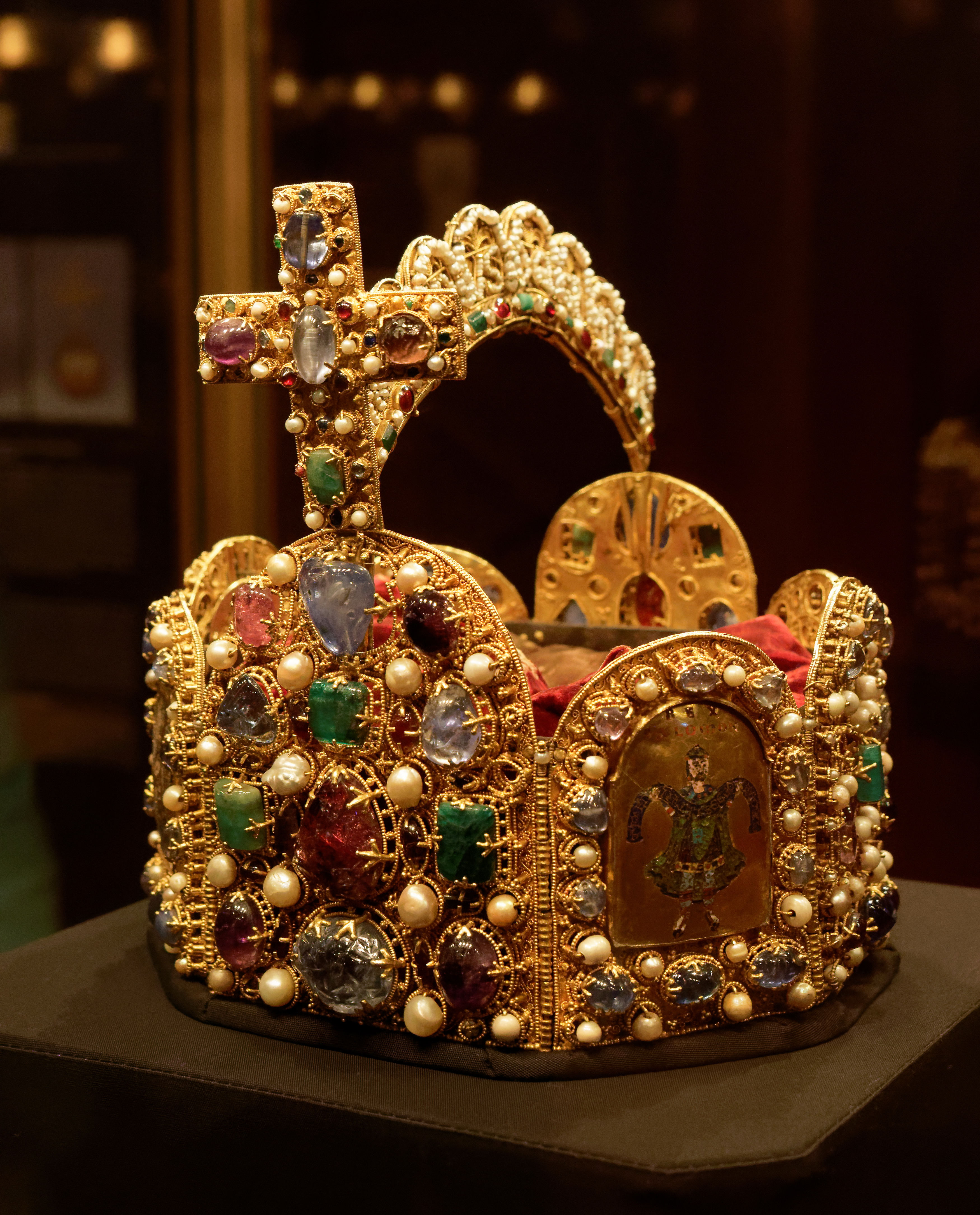
تاج الإمبراطورية في غرفة المجوهرات الملكية
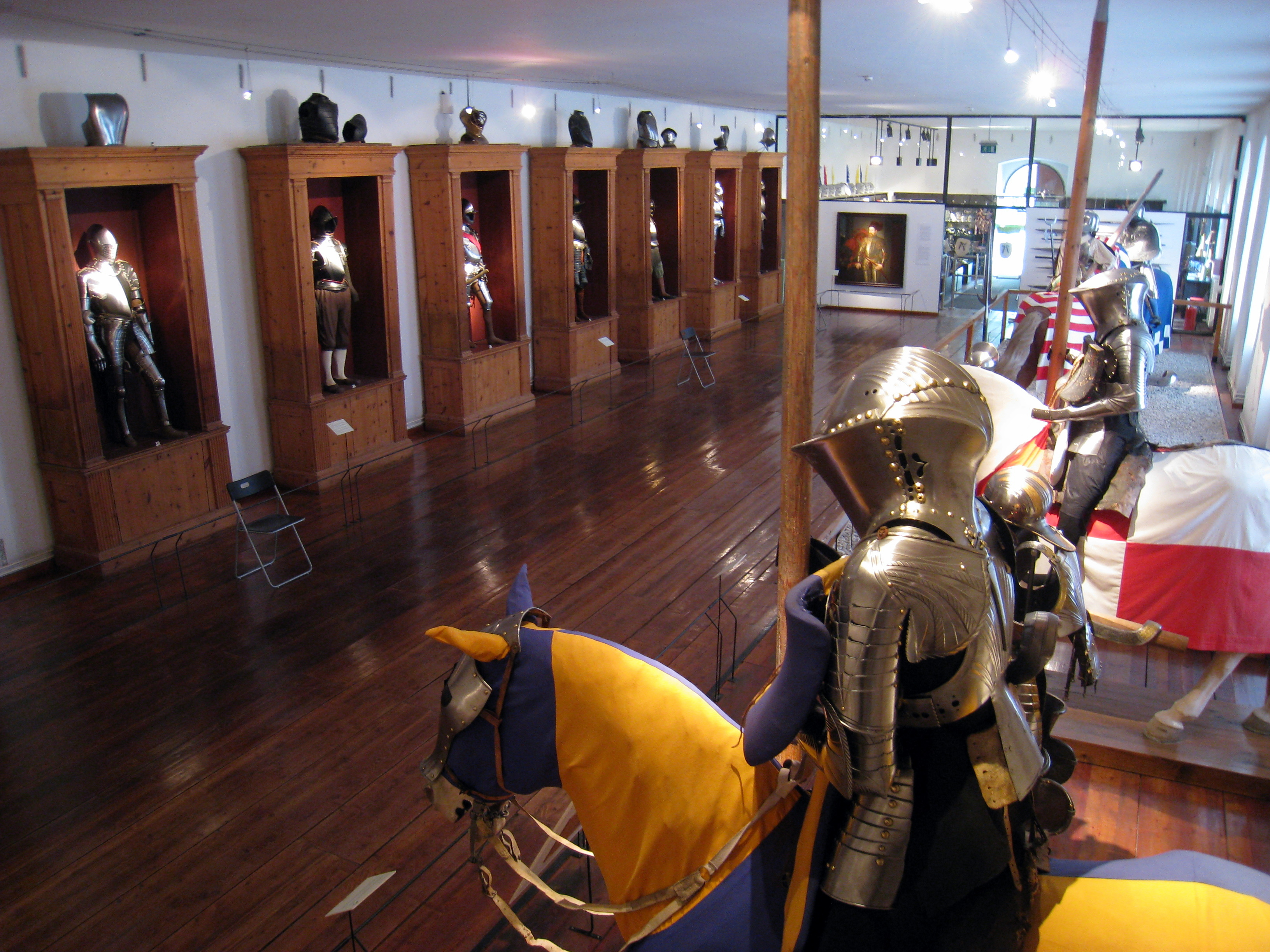
غرفة ملابس الفرسان بقصر إمبراس

### المقتنيات
افتتح القيصر فرانتس يوزف الأول المتحف في عام 1891 وأصبح مفتوحا للعامة. وكان المتحف يحتوي على ثلاثة أقسام رئيسية:
- قسم العملات الذهبية والفضية والمداليات والآثار القديمة
  - مجموعة العملات والمداليات
  - مجموعة الآثار المصرية (أنظر اثار مصرية في متحف فيينا)
  - مجموعة آثار أخرى من الشرق الأوسط
- قسم الملابس الحديدية للفرسان ومنتجات فنية صناعية
  - مجموعة ملابس الفرسان
  - مجموعة منتجات فنية صناعية
- قسم اللوحات الفنية ومصلحة الترميم
  - لوحات بالألوان المائية، ورسومات الفحم ونماذج دراسة
  - مصلحة الترميم
- المكتبة

بعض المقتنيات الأخرى توجد موزعة على عدد من القصور والمباني الهامة في فيينا؛ في الهوفبورغ الجديد، وفي متحف المسرح النمساوي وقصر لوبكوفيتس ومتحف العالم بفيينا، وفي قصر شونبرون؛ كما يتوجد أيضا بعض معروضات المتحف في قصر أمبراس في مدينة إنسبروك.

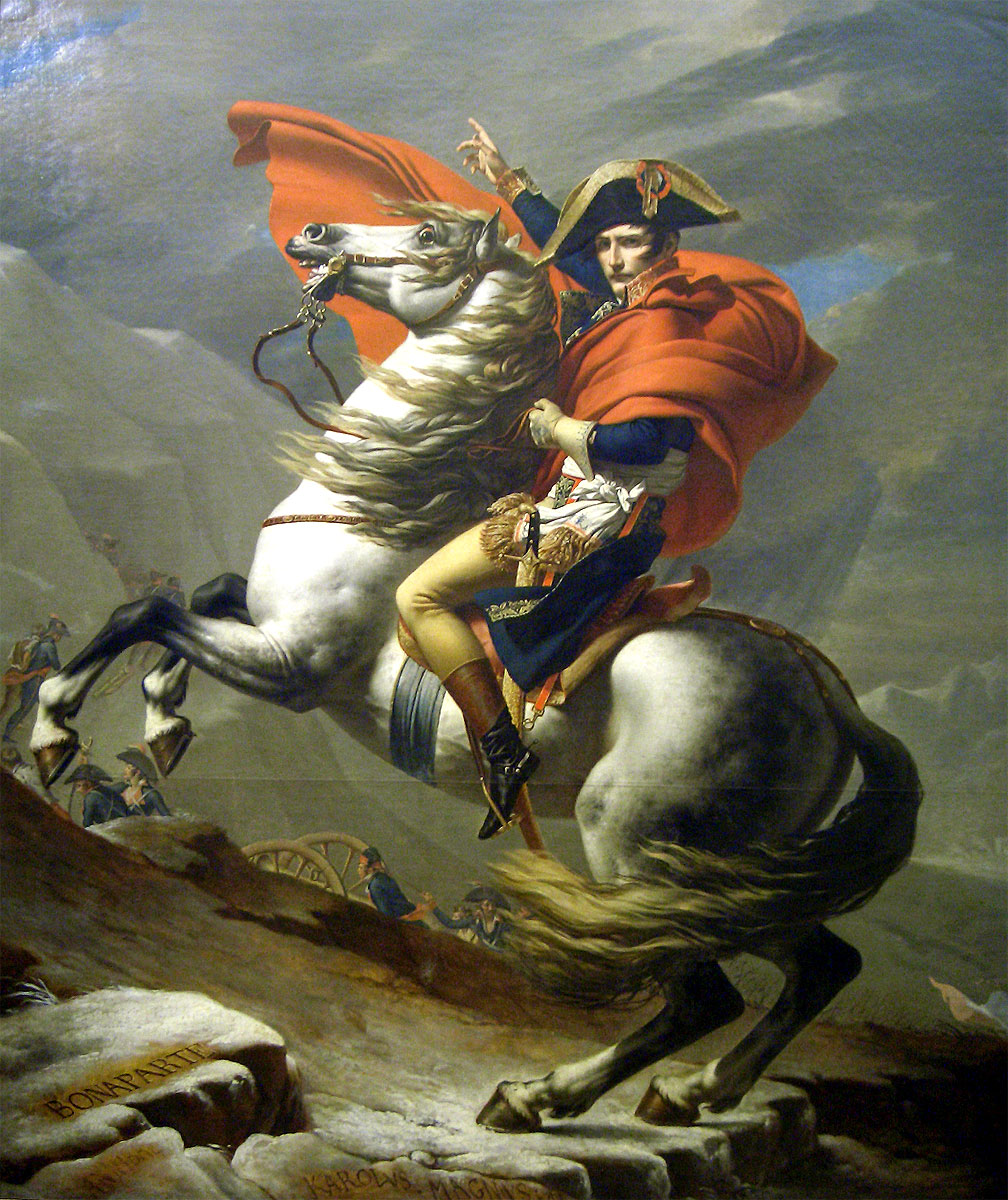
نابوليون بونابرت بعبر جبال الألب 1802/1803؛ لوحة للفنان جاك-لويس ديفيد.
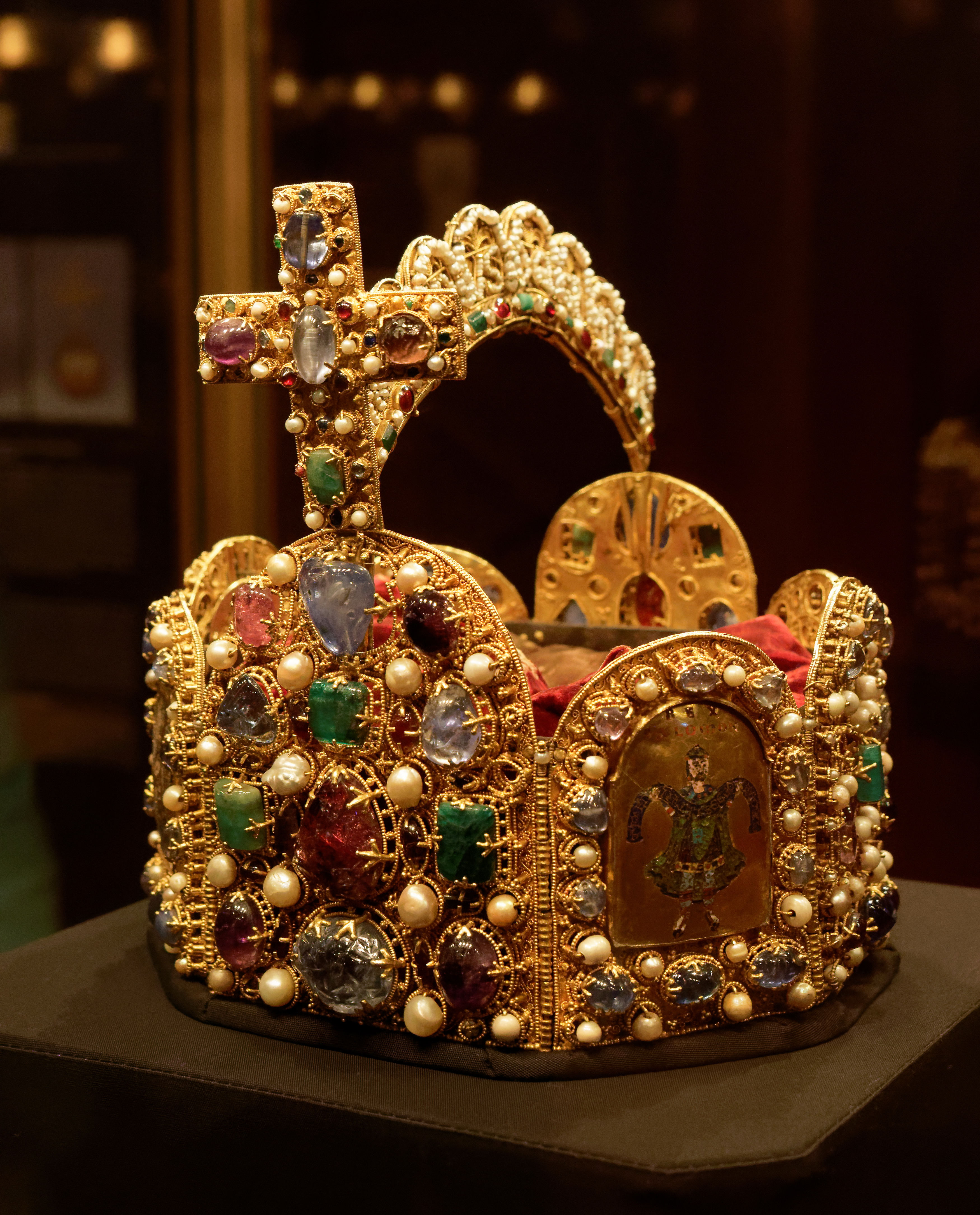
تاج الإمبراطورية في غرفة المجوهرات الملكية
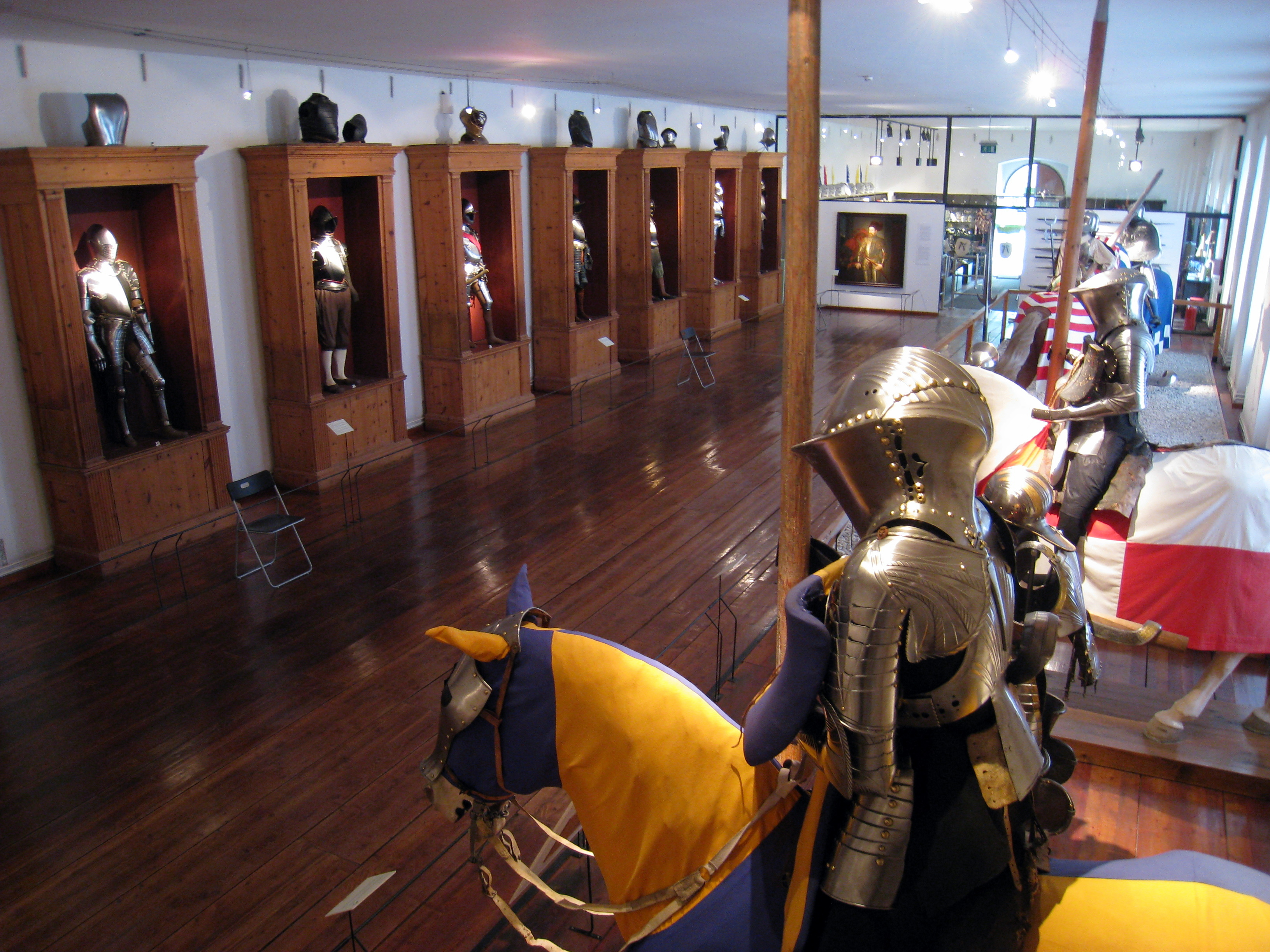
غرفة ملابس الفرسان بقصر إمبراس

## اقرأ أيضا
- متحف التاريخ الطبيعي فيينا
- فيينا
- اثار مصرية في متحف فيينا